# 孙其昌

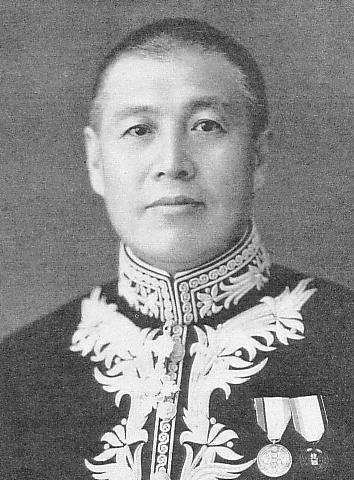

孫其昌（1885年—1954年），字鍾舞、仲舞，盛京将軍管轄区奉天府遼陽州人，中華民国、滿洲国政治人物。

## 生平
孫其昌是清末附生。后来他留学日本，毕业于東京師範学校。归国後，历任遼寧師範学校校長、奉天商業学校校長、黑龙江省督軍公署秘書。
1920年（民国9年）7月，署理黑龙江省教育厅厅長。翌年7月，他转任北京政府外交部特派吉林交涉員。1925年（民国14年），他任吉林省財政厅厅長兼永衡官銀号会办。1927年（民国16年）5月，他任吉長道尹。
張学良东北易幟投向国民政府的1928年12月，孫其昌任吉林省政府委員。此後，他兼任吉林省建設厅厅長，1931年（民国20年）辞職。同年，九一八事变爆发，他加入熙洽組織的吉林省政府，任財政厅厅長兼永衡官銀号会办兼烟酒事務局局長。
翌年，满洲国正式成立，孫其昌任財政部次長。1933年（大同2年）6月，任黑龙江省省長。翌年龙江省成立，任该省省長。1935年（康德2年）1月，任满洲国財政部大臣。1937年（康德年）5月，他改任民政部大臣，同年7月他任民政部改組民生部之后的民生部大臣。1940年（康德7年）5月，孫其昌被降职为參議府参議。其原因是他对满洲国的经济政策不满。他任该职务直至1942年（康德9年）9月。
1945年（民国34年）8月满洲国灭亡，孫其昌离开瀋陽隐居北平。中華人民共和国成立後的1951年2月，北京市公安局逮捕孫其昌。
1954年，孫其昌被处决。享年70岁。

## 家庭
- 子：孙孝思，孙贤思，孙学思，孙爱松
- 孙：孙惠励
- 曾孙：孙刚，孙凯
- 玄孙：孙云鹏（留学英国，现居海外）[來源請求]